# XIe concile de Tolède
Le onzième concile de Tolède s'est tenu en 675 à Tolède (Espagne), dans le royaume Wisigothique, sous le règne du roi Wamba.

## Participants
Seulement dix-sept évêques étaient présents, deux diacres, représentants les diocèses de Ségovie et Ergávica, et cinq abbés.

## Déroulement
Le concile démarre le 7 novembre 675.

## Canons
Le concile porte essentiellement sur des questions religieuses et principalement sur la réforme de la discipline ecclésiastique. Il ordonne la célébration de synodes annuels dans les provinces comme cela avait été le cas lors du IXe concile de Tolède en 655. Ces synodes se tiendront à une date et sur ordre déterminés par le roi et son archevêque.
Le chant des Psaumes est normalisé dans toutes les provinces et des sanctions sont imposées aux évêques qui ont des relations avec les femmes de la noblesse.
Le conseil a essayé de limiter la simonie en obligeant les évêques de prêter serment qu'ils n'ont ni payé, ni promis de payer pour obtenir leur siège avant leur consécration. Si le serment est ignoré, la consécration ne pourrait avoir lieu. Ceux qui sont coupables de simonie ont été exilés pendant deux ans, mais peuvent conserver leurs sièges. Cette dernière disposition signifie probablement que la simonie était devenue moins fréquente déjà.